# Casa de Pōmare
A Casa de Pomare era a família reinante do Reino do Taiti entre a unificação das ilhas por Pomare I até a concessão das ilhas por Pomare V á França em 1880. Sua influência abrangeu a maioria das Ilhas da Sociedade, Ilhas Austrais e as ilhas Tuamotu. 

## História

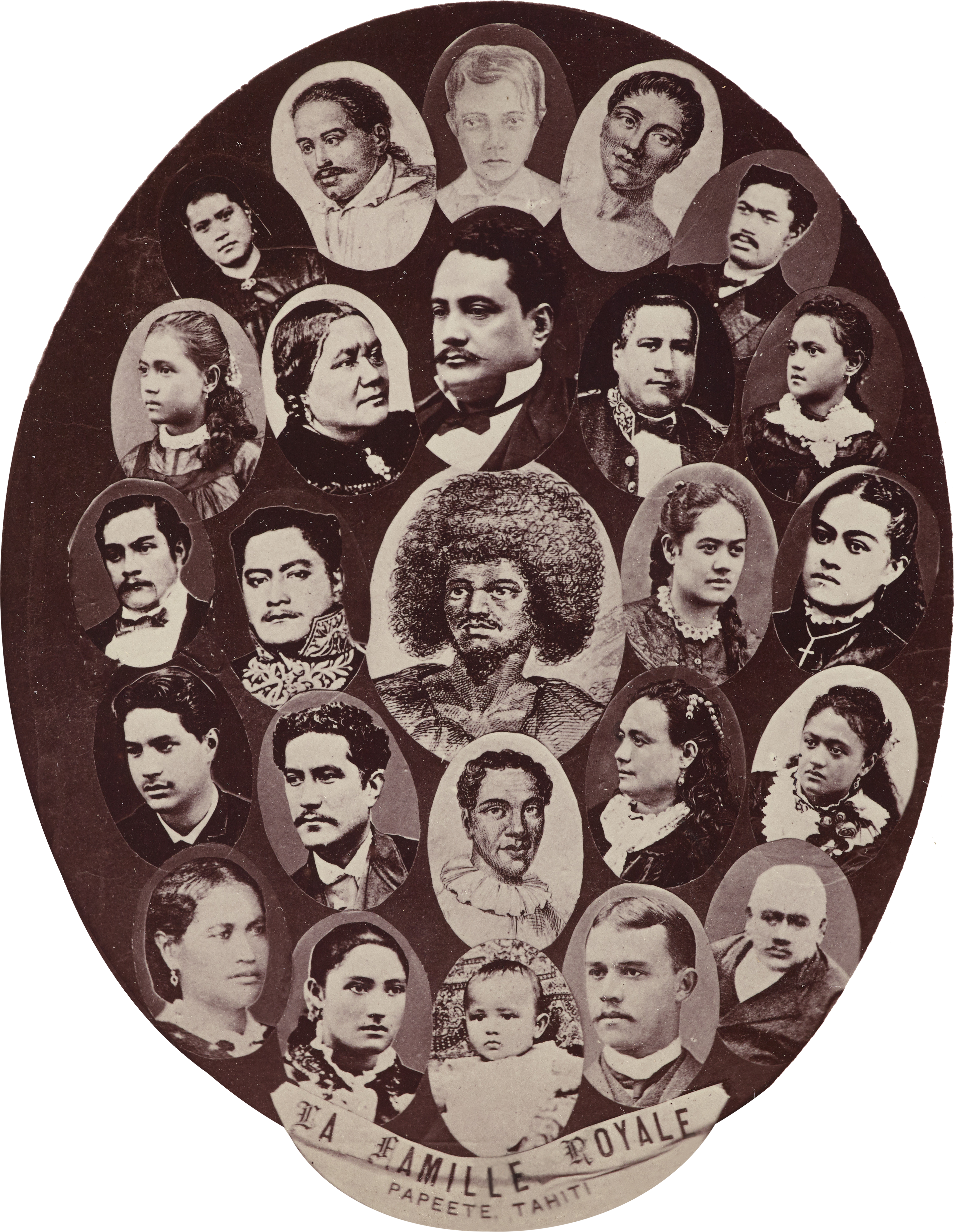
Família Real do Taiti

A dinastia se originou com o líder Tu, chefes (ou Ari’i) de Porionu’u (Incluindo os distritos de Pere e Arue) e da ilha de Raiatea da família Tamatoa. Com armas estrangeiras, o chefe Tu conseguiu o controle e subjugação de outras tribos da ilha do Taiti, unindo mais tarde as ilhas de Moorea, Mahetia e Tetiaroa, formando um reino unificado.
Mais tarde o chefe Tu assumiu o nome de Pōmare. Pō-mare significa ‘mais forte’, um apelido que ele tomou, como era comum naquela época, em homenagem a sua filha Teriinavahoroa, que morreu de tuberculose em 1792.
Por meio de conquistas, alianças e adoções e casamentos, a dinastia incluiu em seu auge todos os reinos das Ilhas da Sociedade, com cada estado tendo um rei Pomare como governante, bem como foi o caso de Bora Bora e Raiatea. A dinastia também controlava algumas ilhas periféricas da Ilhas Austrais e Ilhas Tuamotu.
O Taiti e suas dependências se tornaram um protetorado francês em 1842, e foram anexados á Polinésia Francesa em 1880. A monarquia foi abolida pela França pouco tempo depois. Ainda hoje existem distintos pretendentes em todas as ilhas que afirmam que abolição da monarquia foi ilegal e impopular, exigindo um referendo. A última monarca da Casa de Pomare, Teriimaevarua III, Rainha de Bora Bora, foi deposta em 1888. 

## Monarcas da Casa de Pōmare
- Pōmare I , Tu Vairaʻatoa Taina, (1791–1803)
- Pōmare II , Tu Tunuieaiteatua, (1803–1815)
- Pōmare III , Teriʻitaria, (1821-1827)
- Pōmare IV , Aimata, (1827-1877)
- Pōmare V , Teriʻitaria Teratane, (1877-1880)

## Estatuto atual
Até sua morte em 2013, Tauatomo Mairau alegou ser o legitimo herdeiro ao trono e tentou restaurar a monarquia se forma legal. Suas reivindicações não foram reconhecidas pela França. Em 28 de maio de 2009, Joinville Pomare, membro adotivo da família Pomare, que se declarou como Pomare XI em uma cerimônia com chefes e alguns membros da casa. Esta declaração foi rejeitada por muitos membros da família. Outros membros e monarquias polinésios reconhecem Leopold Pomare como legitimo herdeiro ao trono do Taiti.
Outro forte reclamante é Athanase Teiri, que alega se descendente de Pomare V e reivindica poderes sobre o mar, terra e céus da Polinésia Francesa. Ele e seus associados chegaram a receber alguma atenção do governo de Tuamotu. Ele e seus associados reuniram mais de 100 pessoas para a declaração de independência de Moorea, onde afirmaram ter mais de 6,500 assinaturas em uma petição.  Embora Moorea tenha apenas 16.000 pessoas, o número de 50.000 assinaturas não é necessariamente falso, pois poderia implicar que Hau Pakumotu recebeu assinaturas de pessoas tanto em Moorea quanto em outros lugares da Polinésia Francesa.). Ele declarou a República Soberana de Pakomotu, mas foi preso em junho de 2010 por emitir carteiras de identidades falsas para sua nova república. Atualmente ainda esta preso na delegacia de Papeete por tentativa de homicídio policial, incitação á rebelião armada, formação de milícia e porte ilegal de armas. Ele já havia recebido uma sentença de seis meses de prisão por agredir funcionários públicos. 